# Otto Carlos Phol da Nóbrega
Pour les articles homonymes, voir Nobrega.
Otto Carlos Phol da Nóbrega , né le 12 août 1931, à São Paulo, au Brésil, est un ancien joueur brésilien de basket-ball. 

## Palmarès
- Champion du monde 1959